# Odontomyia obscuripes
Odontomyia obscuripes är en tvåvingeart som beskrevs av Thomson 1869. Odontomyia obscuripes ingår i släktet Odontomyia och familjen vapenflugor.
Artens utbredningsområde är Ecuador. Inga underarter finns listade i Catalogue of Life.